# نادی‌بارتسا
نادی‌بارتسا (به مجاری:  Nagybarca) یک شهرداری در مجارستان است که در ناحیه کازینتس‌بارتسیکا واقع شده‌است. نادی‌بارتسا ۱۴٫۳۹ کیلومتر مربع مساحت و ۹۹۱ نفر جمعیت دارد.